# František Šťastný
František Šťastný (12. listopadu 1927 Kochánky – 8. dubna 2000 Praha) byl český silniční motocyklový závodník vicemistr světa kategorie do 350cc z roku 1961, je také statisticky nejúspěšnější Čech v MotoGP. Jeho manželkou byla rychlobruslařka a krasobruslařka Jarmila Šťastná.

## Biografie
Narodil se v obci Kochánky, okres Mladá Boleslav. Jako patnáctiletý začínal závodit na kole, v roce 1948 reprezentoval (mj. s Janem Veselým) Československo v prvním ročníku Závodu míru na trati Varšava–Praha. Dne 28. října 2013 ho prezident Miloš Zeman vyznamenal medailí Za zásluhy.V roce 1967 si František Šťastný odskočil také k filmu, kdy ztvárnil sám sebe v kriminálním filmu Hra bez pravidel.

## Život u řídítek
Prvního motocyklového závodu se zúčastnil na jaře 1947 na motocyklu DKW pod jménem svého nevlastního bratra, protože sám ještě nevlastnil řidičský průkaz. Poté, stále ještě jako soukromý jezdec, startoval na ojetém motocyklu Norton s označením „Blesk Speciál“, s nímž v roce 1952 skončil na Velké ceně Československa v Brně na 7. místě. V roce 1953 byl přijat jako závodní a zajížděcí jezdec do Jawy, s jejíž značkou spojil celý zbytek své závodnické kariéry, a spolu s Gustavem Havlem pro ni vybojoval řadu úspěchů. Závodil na strojích Jawa 500 2xOHC, Jawa 350 2xOHC i Jawa 250. Příležitostně, když Jawa neměla vhodný stroj pro některou objemovou kategorii, startoval i na strojích ČZ (Česká zbrojovka, Strakonice) či MZ (Motorrad- und Zweiradwerk, Zschopau, Německá demokratická republika).
Na stroji Jawa se František Šťastný stal pětkrát Mistrem Československa:
- 1956: v kategorii 500 cm³
- 1958: 350 cm³
- 1959: 350 cm³
- 1960: 250 cm³
- 1965: 350 cm³.

Dosáhl i skvělých úspěchů v seriálu mistrovství světa, kde v konkurenci jezdců na strojích MV Agusta (např. John Surtees, Mike Hailwood, či legendární Giacomo Agostini), Honda (např. Jim Redman), dosáhl následujícího celkového umístění:
- 1960: 4. místo v kategorii 350 cm³
- 1961: 2. místo (350 cm³)
- 1962: 4. místo (350 cm³) a 9. místo (500 cm³)
- 1963: 4. místo (350 cm³)
- 1965: 5. místo (350 cm³)
- 1966: 7. místo (250 cm³), 4. místo (350 cm³) a 4. místo (500 cm³)

Za těmito umístěními se skrývají souboje na mezinárodních okruzích. Uveďme alespoň nejvýznamnější vítězství Františka Šťastného na mezinárodní scéně:
- Velká cena Československa: 1954 250 cm³, 1956 350 cm³, 1958 350 cm³, 1959 350 cm³, 1960 250 cm³ i 350 cm³, 1961 350 cm³, 1962 500 cm³
- Velká cena Rakouska: 1960 350 cm³, 1962 350 cm³
- Velká cena Německé demokratické republiky: 1966 500 cm³
- Velká cena Spolkové republiky Německo: 1961 350 cm³
- Velká cena Švédska: 1961 350 cm³
- Velká cena Ulsteru, Severní Irsko: 1965 350 cm³[1]

Za nejobtížnější silniční motocyklový závod v době aktivního závodění Františka Šťastného byla považována slavná Tourist Trophy, která se od roku 1907 jezdí na britském ostrově Man. Poprvé František Šťastný na ostrově Man závodil v roce 1957 v kategorii 250 cm³, která se však nejela na hlavním okruhu Mountain Course, ale na kratším okruhu Clypse Course (dlouhém 10,79 míle). Závod se jel na 10 kol, tedy 107,9 míle. František Šťastný se zdržel v boxech opravou výfuku a dojel proto až na 12. místě. Přesto si přivezl cenu – stříbrnou kopii hlavní trofeje, jež se udělovala závodníkům, kteří do cíle dorazili v čase lepším než čas vítěze plus 1/8. Většího úspěchu dosáhl v tomtéž závodě závodník ČZ Strakonice František Bartoš, který se v téže kategorii umístil na 4. místě.
Lépe dopadl František Šťastný v roce 1961, kdy se v kategorii 350 cm³ umístil na 5. místě. Tento 236,38 mil dlouhý závod se jel na 6 kol hlavního okruhu Mountain Course. V letech 1962 a 1963 se umístil v kategorii 350 cm³ shodně na 3. místě. V roce 1964 závod nedokončil, když mu po čtyřech kolech praskla zadní kyvná vidlice a František musel odstoupit ze druhého místa. V roce 1965 dojel s motocyklem ČZ 250 na 5. místě, ve třistapadesátkách propálil píst a tak musel ve 3. kole odstoupit ze 4. místa. Byla to zřejmě konstrukční vada, protože stejnou závadu měl v témže závodě po ujetí přibližně stejné vzdálenosti i Gustav Havel. V roce 1966 závodil ve třech kategoriích – 250 cm³, 350 cm³ a 500 cm³. V tréninku havaroval a byl v bezvědomí odvezen do nemocnice v Ramsey, ale po dvou nocích strávených v nemocnici se vrátil na trať. Dvěstěpadesátky jel na motocyklu ČZ a dojel čtvrtý. Ve třistapadesátkách mu motor nešel na plný výkon a tak skončil devátý, v pětistovkách skončil pátý.
Na ostrově Man si mezi diváky František Šťastný vysloužil velkou popularitu a v roce 1967 se dostal na titulní stranu výroční publikace Tourist Trophy.

### Zranění
Během své aktivní závodní motocyklové kariéry se František Šťastný nevyhnul haváriím a utrpěl řadu vážných ranění:
- 1948 – Jičín – pád v rychlosti 110 km/h, úraz krční páteře, levého kolena, bezvědomí 20 minut
- 1950 – Liberec – pád v rychlosti 130 km/h, úraz pravého ramene a pravého kotníku
- 1954 – Velká cena Německé demokratické republiky – střet se psem v rychlosti 205 km/h – úraz levého kolene, šlachy v levém kotníku
- 1957 – Vídeň – pád ve 140 km/h, náraz do 3 patníků – zhmožděnina levé ledviny, zlomenina 3 žeber, úraz pravého kyčle a kotníku, bezvědomí 45 minut
- 1959 – Hradec Králové – pád ve 170 km/h, otevřená zlomenina levého lokte, úraz obou kolen, bezvědomí 30 minut
- 1962 – Velká cena Rakouska – pád ve 150 km/h – úraz levé klíční kosti a levého kolena
- 1964 – Velká cena Spolkové republiky Německo – pád ve 180 km/h - šestinásobná tříštivá zlomenina holenní kosti levé nohy
- 1966 – Tourist Trophy – pád v tréninku v důsledku zadření motoru v rychlosti 230 km/h – úraz obou kolen a pravého kotníku, bezvědomí 180 minut
- 1970 – Hořice – pád ve 140 km/h – zlomenina bederního obratle, zhmoždění levé ledviny, bezvědomí 30 minut

### Ocenění
- V roce 1998 obdržel nejvyšší čestné ocenění pro naše motoristické reprezentanty, Granátový odznak Autoklubu ČR.
- V únoru 2000 dostal nejvíce hlasů v anketě AČR o automobilového a motocyklového závodníka století (s Karlem Lopraisem).
- Dne 12. října 2014 byl v jeho rodné obci Kochánky otevřen park, který nese jeho jméno.[2]
- Roku 2013 ocenil prezident republiky Miloš Zeman Františka Šťastného medailí Za zásluhy v oblasti sportu.
- V roce 2013 přišla Motocyklová asociace České republiky, o. s., s iniciativou vybudovat sochu Františka Šťastného. Původní záměr odhalení sochy byl stanoven k 15. výročí jeho úmrtí (2015), což se nepodařilo kvůli finanční náročnosti celé akce, a proto byl termín posunut k jeho nedožitým 90 letům (2017). Ani tento termín nebyl dodržen. Spolu se záměrem vybudování sochy vznikla i putovní výstava a veřejná sbírka na výrobu jeho sochy, jejímž partnerem je MČ Praha 3. Záměr obdržel záštitu starostky MČ Praha 3, primátorky hl. m. Prahy, Asociace závodních jezdců ČR a dalších. Odborným garantem byla Unie sochařů a architektů Čech, Moravy a Slezska. Socha měla být umístěna na místě areálu současného Nákladového nádraží Žižkov a měla po něm být pojmenována ulice či náměstí.[3]
- V Hartigově ulici v Praze byla 26. května 2025 odhalena bronzová pamětní deska na domě, kde František Šťastný žil.[4]

## Televizní komentátor

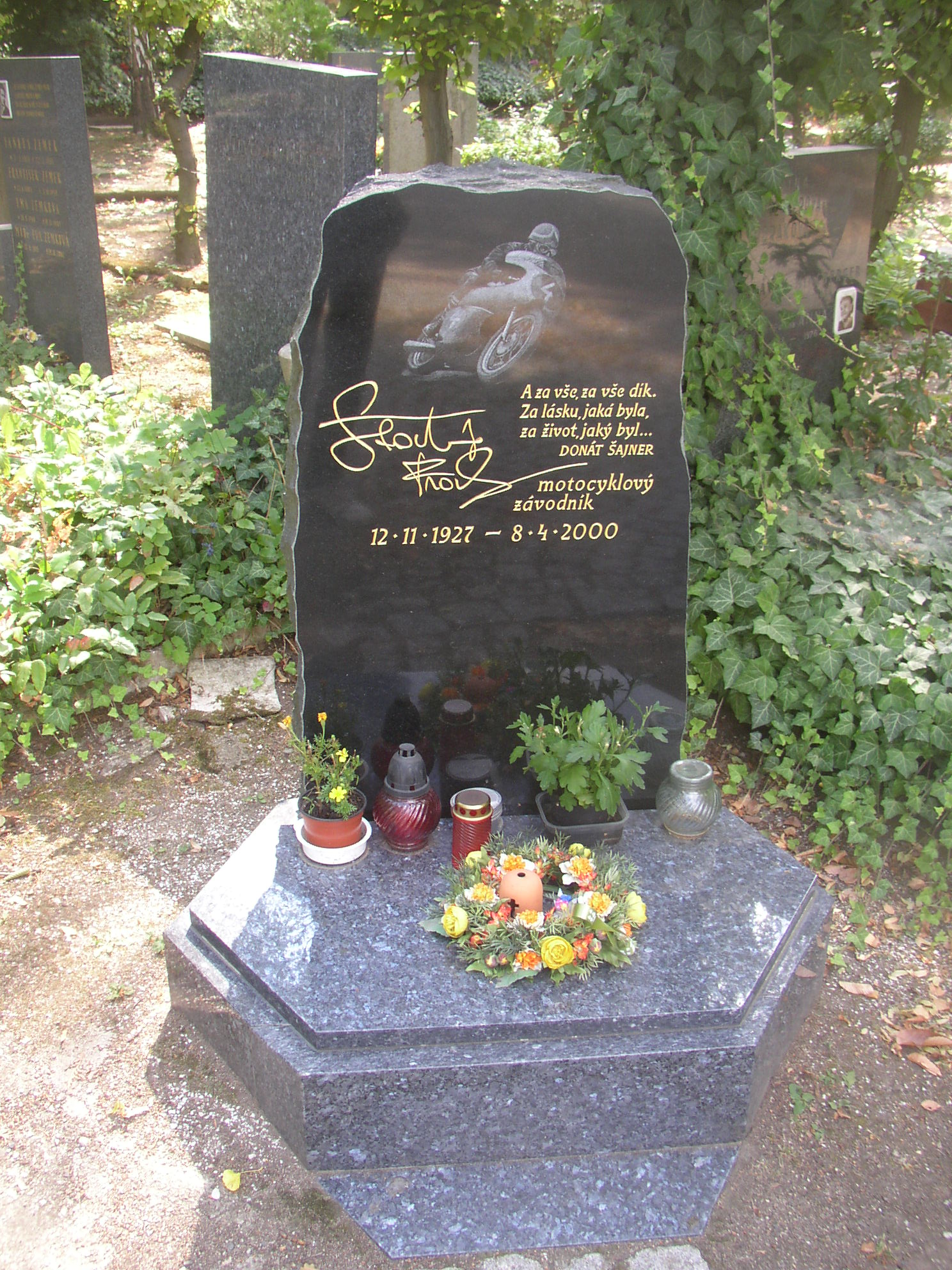
Hrob Františka Šťastného na Olšanských hřbitovech

Po skončení aktivní kariéry motocyklového závodníka působil nějaký čas v motoristické redakci Československé televize jako sportovní komentátor motoristických sportovních přenosů a v pořadu Auto – moto – revue.

## Výstavy
2025 Motocyklová legenda František Šťastný, Infocentrum Prahy 3, Milešovská 1, duben 2025